# Donald Arnold
Donald John Arnold, kanadski veslač, * 14. julij 1935, Kelowna, Britanska Kolumbija, † 27. junij 2021.
Arnold je za Kanado nastopil na Poletnih olimpijskih igrak 1956 v Melbourneu in Poletnih olimpijskih igrah 1960 v Rimu.
V Melbournu je v četvercu brez krmarja osvojil zlato medaljo. Njegovi takratni soveslači so bili Archibald McKinnon, Lorne Loomer in Walter D'Hondt.
Na igrah leta 1960 v Rimu je veslal v kanadskem osmercu, ki je takrat osvojil srebrno medaljo.
Na Igrah Commonwealtha 1958 je Arnold v osmercu osvojil zlato, v četvercu s krmarjem pa srebrno medaljo. 

## Nagrade
Arnold je bil leta 1958 sprejet v kanadsko dvorano slavnih, leta 1966 pa še v Dvorano slavnih športnikov Britanske Kolumbije. Leta 1993 je bil skupaj z ostalimi člani olimpijske »zlate ekipe« sprejet tudi v Dvorano slvanih športnikov Univerze v Britanski Kolumbiji.